# Provincie středoevropských listnatých lesů

Provincie středoevropských listnatých lesů - Continental biogeografical region

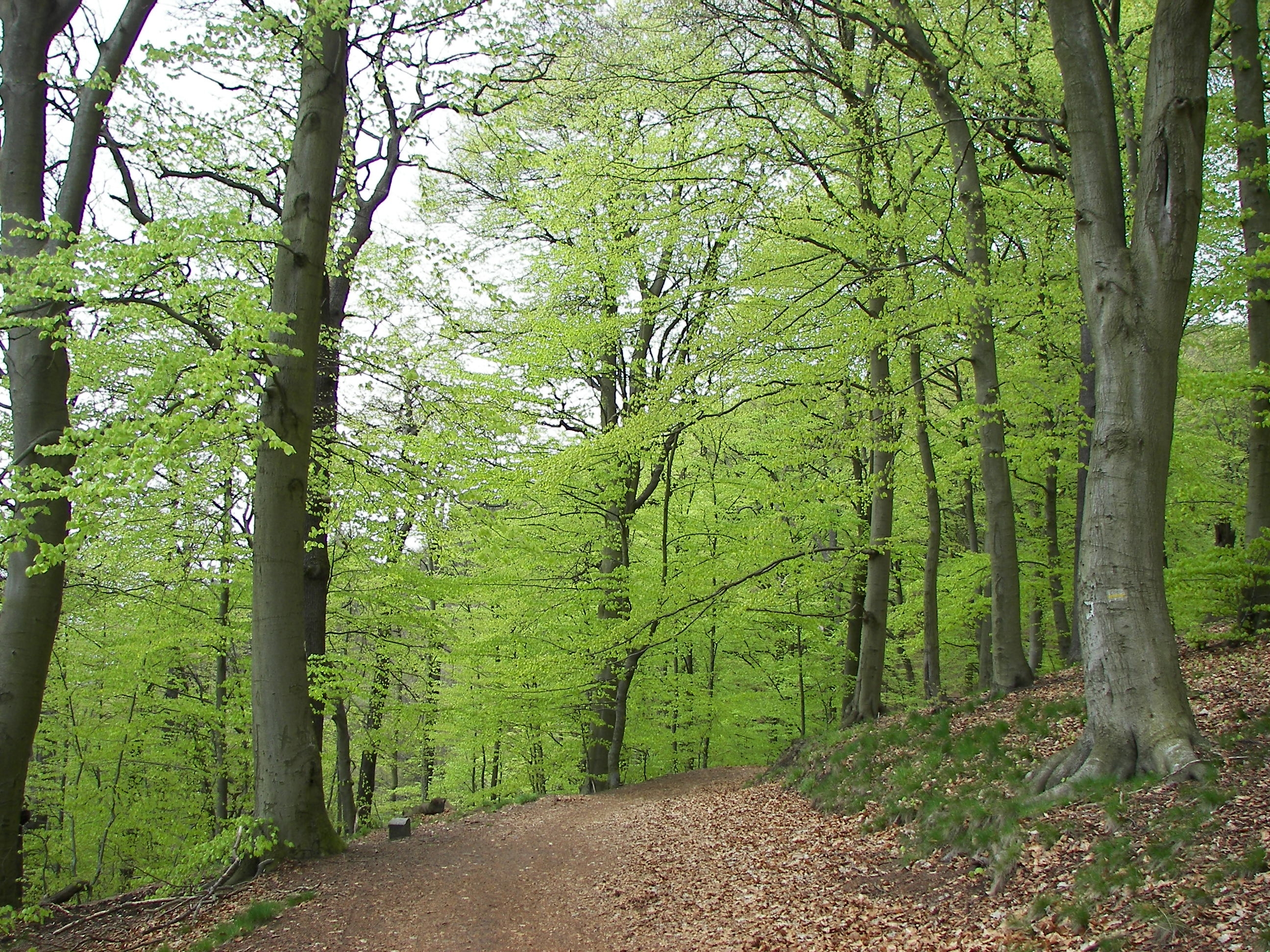
Bučiny jsou nejtypičtějším přirozeným lesním stanovištěm v provincii.

Provincie středoevropských listnatých lesů je biogeografická jednotka v Evropě. Mezi biogeografickými regiony Evropy je jedna z největších a tvoří široký pás od Francie na západě až po pohoří Ural na východě, od Dánska na severu po Balkán na jihu. Zahrnuje přes 20 zemí. Provincie středoevropských listnatých lesů byla pojmenována pro účel biogeografického členění Česka, avšak odpovídá Kontinentální oblasti (Continental biogeographical region), která je užívána EU pro program Natura 2000 a Evropskou ekologickou síť EECONET.

## Provincie v Česku
Provincie zahrnuje většinu území Česka vyjma jižní Moravy a dělí se na hercynskou, polonskou a západokarpatskou podprovincii. Pro podrobnější charakteristiku provincie na českém území viz tyto podřízené podprovincie.

## Charakteristika
Krajina oblasti je vzhledem k velké rozloze poměrně heterogenní. Severovýchodní část je v důsledku formování pleistocenního ledovce víceméně rovinatá, jihozápadní část je o poznání hornatější a členitější.
Klima je převážně kontinentální. Kontinentální rysy jsou nejvýraznější na východě a směrem k západu vyznívají. Oblast je klimaticky příznivá a je zodpovědná za většinu zemědělské produkce v Evropě, proto také je označována jako obilnice Evropy.
Ekosystémy této oblasti tvoří přechod mezi boreálními jehličnatými lesy na severu a rozvolněnými stepi na jihu. V současnosti zemědělská půda pokrývá více než polovinu plochy, přičemž významné jsou i plochy lesní a plochy trvalých travních porostů. Mnohé jedinečné ekosystémy vřesovišť, rašelinišť a mokřad byly poničeny. Dalším problémem pro migraci živočichů je fragmentace krajiny (tvorba bariér) a všeobecná urbanizace krajiny.
Převládající původní přirozenou lesní vegetací jsou listnaté lesy, které jsou mnohde uměle nahrazeny jehličnatými kulturami. Západní Evropa je více osídlena a lesy byly káceny. Východ je méně dotčený, zůstaly zde velké lesní komplexy. Lesy jsou v této oblasti centry biodiverzity, zejména ty lužní. Mnohé z nich byly zničeny nebo narušeny regulacemi toků nebo intenzifikací zemědělství, a proto zachovalé zbytky těchto lužních lesů jsou chráněny. Příkladem zachovalých starých smíšených lesů je Bělověžský prales se známým zubrem evropským. Typickou lesní dřevinou je buk lesní, který je směrem na východ přirozeně nahrazován habrem. Významnými zástupci jsou také duby, jilmy, lípy a jasany. Stále více rozšířenější se stává trnovník akát zavlečený ze Severní Ameriky, který je velice odolný. Přirozené jehličnaté lesy (s borovicí lesní, smrkem ztepilým, jedlí bělokorou) se uplatňují více ve východní části regionu a v horách.
Provincie je dále charakteristická významné vodní toky (Dunaj, Rýn, Volha, Dněpr, ...) s obrovskými povodími. Problémem je regulace toků a zamezení přirozených povodní v nivě toků. Oblast je také bohatá na vodní plochy a na další stanoviště spojená s vodou (rašeliniště, mokřady, vlhké louky, ...). 
Velký vliv na rozšíření a migraci druhů fauny i flóry měly čtvrtohorní ledovce. Druhů je vzhledem k rozloze provincie mnoho, například druhů obratlovců je kolem 600, druhů hmyzu kolem 30 000. Obecně lze říci, že východní část je díky své větší zachovalosti stanovišť bohatší na faunu i flóru. Z typických savců je možno uvést hojného jelena lesního nebo daňka evropského. Naopak mezi ohrožené hlodavce patří sysel obecný nebo křeček polní.